# Desirée Scholten
Desirée Scholten-van de Rivière (Malang, 11 december 1920 - Baambrugge, 27 februari 1987) was een Nederlandse weefster en textielkunstenares. 

## Levensloop
Vanaf 1927 woont Desirée Scholten in Den Haag. Ze behaalt aktes voor bibliotheekregistratie en kleuteronderwijs en volgt een avondopleiding aan de Haagse Academie voor Beeldende Kunsten. In de oorlogsjaren 1940-1945 werkte ze bij het Rode Kruis. Van 1948 tot 1951 volgt ze aan het Instituut voor Kunstnijverheidsonderwijs in Amsterdam de opleiding weven. In 1954 begint ze samen met haar man Herman Scholten (1932-2013) in Amsterdam het ‘Atelier voor ontwerpen en weven van tapijten Van der Rivière - Scholten’. Zij betrokken later een woning met atelier in Baambrugge ontworpen door Gerrit Rietveld. Met hun moderne, abstracte kleden kregen zij internationale aandacht en erkenning. Als duo breken ze een lans voor textiele kunst als eigen, autonome kunstvorm.

## Werk
Desirée Scholten heeft een dertigtal wandkleden nagelaten. Daarnaast maakte zij tientallen miniaturen en voorstudies om haar ideeën uit te proberen. Haar vrije werk is aangekocht door musea en particulieren. Werken zijn onder andere te vinden in het Stedelijk Museum Amsterdam en de Rijksdienst voor het Cultureel Erfgoed. Ook maakte zij werken voor openbare gebouwen. In 1983 maakte ze zeven wandkleden in opdracht voor de Universiteit van Leiden. In 2009 is het archief van de het echtpaar Scholten overgedragen aan het Rijksbureau voor Kunsthistorische Documentatie in Den Haag.

### Exposities/tentoonstellingen
Het werk van Desirée Scholten is voor het eerst te zien geweest in een groepsexpositie in 1954 in het Gemeentemuseum Arnhem. In 1966 had Desirée Scholten en haar een man voor het eerst een solo tentoonstelling in het Groninger Museum.

### Erkenning
Na haar dood in 1987 ontving Desiree Scholten de Emmy van Leersumprijs voor haar gehele oeuvre.
- Biografisch Portaal: 09568804
- International Standard Name Identifier: 0000 0000 7895 9386
- Library of Congress Control Number: nr94031677
- Nederlandse Thesaurus van Auteursnamen: 071192808
- RKD-Nederlands Instituut voor Kunstgeschiedenis: 70903
- Union List of Artist Names: 500100012
- Virtual International Authority File: 96421322
- WorldCat: E39PBJp6bhWPgRmHmRJ83jb8G3